# Стрымбены
Стрымбены (рум. Strîmbeni, Стрымбень) — село в Хынчештском районе Молдавии. Наряду с селом Онешты входит в состав коммуны Онешты.

## География
Село расположено на высоте 62 метров над уровнем моря.

## Население
По данным переписи населения 2004 года, в селе Стрымбень проживает 282 человека (138 мужчин, 144 женщины).
Этнический состав села:
| Национальность | Число жителей | Процентный состав |
| -------------- | ------------- | ----------------- |
| молдаване      | 269           | 95.39             |
| украинцы       | 6             | 2.13              |
| русские        | 6             | 2.13              |
| болгары        | 1             | 0.35              |
| Всего          | 282           | 100%              |